# Улуг-Мухаммед
Улуг-Мухаммед  (тат. Oluğ Möxämmät; 1405 — 1445) — хан Золотої Орди (1419—1423, 1426—1427, 1428—1432). Кримський (1437) і казанський хан (1438—1445). 

## Життєпис
Представник правлячого дому Тукай-Тимуридів, гілки монгольської династії Чингізидів. Син оглана Ічкіле Хасана. Прозваний «Старшим (Улу) Мухаммедом» на відміну від останнього золотоординського хана — «Молодшого (Кічі) Мухаммеда». Засновник Казанського і Касимовського ханств. Вів боротьбу за престол Золотої Орди із представниками молодшої гілки дому . 1423 року зазнав поразки і утік до Волзької Булгарії. 1426 року повернувся на золотоординське ханство за допомоги великого князя литовського Вітовта. Поширив свою владу на Крим, підтримував дружні стосунки із османським султаном Мурадом ІІ. У 1428—1429 роках відправив посольство до Єгипту. В боротьбі за владу програв Кічі-Мухаммеду й був скинений з престолу. Також — Улуг-Мухаммад (Ulugh Muhammad), Улан (Ulanus), Улуг-Мехмет.
1438 року захопив Булгарський улус, а невдовзі знищив Кашанський емірат (останнє утворення волзьких булгар), після чого заснував окреме Казанське ханство.